# Robert Knepper
Robert Lyle Knepper, född 8 juli 1959 i Fremont, Ohio, är en amerikansk skådespelare. Han är mest känd för sin roll som Theodore "T-Bag" Bagwell i Prison Break. Han är uppvuxen i Maumee, Ohio, nära Toledo. Kneppers far var veterinär, och hans mor arbetade med att ta hand om rekvisita på en teater. På grund av hans mors arbete vid teatern blev Knepper intresserad av skådespeleri.
Knepper tillbringade många år med att arbeta i teatern i Fremont. Han studerade drama vid Northwestern University. 
Knepper bor i södra Kalifornien tillsammans med sin hustru och son.

## Filmografi (urval)
| År          | Titel                                 | Roll                     | Mer information                     |  |
| ----------- | ------------------------------------- | ------------------------ | ----------------------------------- |  |
| 2022        | Copycat-mördaren                      | Lt. Owings               | Film                                |  |
| 2021        | Redemption Day                        | Mr. K                    | Film                                |  |
| 2017        | Twin Peaks                            | Rodney Mitchum           | TV-serie                            |  |
| 2017        | Prison Break: Resurrection            | Theodore ”T-Bag” Bagwell | TV-Miniserie 6 Avsnitt              |  |
| 2016        | Jack Reacher: Never Go Back           | General Harkness         | Film                                |  |
| 2016        | Hard Target 2                         | Aldrich                  | Film                                |  |
| 2015        | The Hunger Games: Mockingjay – Part 2 | Antonius                 | Film                                |  |
| 2014        | The Hunger Games: Mockingjay – Part 1 | Antonius                 | Film                                |  |
| 2014        | Ride                                  | Peter                    | Film                                |  |
| 2013        | Percy Jackson och monsterhavet        | Kronos (röst)            | Film                                |  |
| 2013        | R.I.P.D.                              | Stanley Nawicki          | Film                                |  |
| 2011        | Breakout Kings                        | Theodore "T-Bag" Bagwell | Medverkade i "The Bag Man" (S01E03) |  |
| 2009        | Heroes                                | Samuel                   | Film                                |  |
| 2009        | Prison Break: The Final Break         | Theodore ”T-Bag” Bagwell | TV-film                             |  |
| 2008        | Transporter 3                         | Johnson                  | Film                                |  |
| 2007        | Hitman                                | Yuri Marklov             |                                     |  |
| 2005 - 2009 | Prison Break                          | Theodore "T-Bag" Bagwell | Fox                                 |  |
| 2005        | Good Night, and Good Luck.            | Don Surine               | Good Night, and Good Luck på IMDb   |  |
| 2005        | Gisslan                               | Wil Bechler              | Hostage på IMDb                     |  |
| 2005        | Carnivàle                             | Tommy Dolan              | TV-serie                            |  |
| 2004        | Species III                           | Dr. Cabot                |                                     |  |
| 2004        | CSI: Miami                            | Freddy Coleman           | TV-avsnitt                          |  |
| 2002 - 2003 | Presidio Med                          | Sean                     | TV-serie                            |  |
| 2001        | Law & Order: Criminal Intent          | Dr. Peter Kelmer         | TV-avsnitt                          |  |
| 2001        | Thieves                               | Special Agent Shue       | TV-serie                            |  |
| 1998        | Cityakuten                            | Keith Reynolds           | TV-avsnitt                          |  |
| 1990        | Young Guns II                         | Deputy Carlyle           |                                     |  |
| 1989        | Renegades                             | Marino                   |                                     |  |
| 1987        | Star Trek: The Next Generation        | Wyatt Miller             | TV-avsnitt                          |  |